# Mads Eg Gensmann
Mads Eg Gensmann (født 22. december 1975[kilde mangler]) er en dansk finansmand.
Han arbejder gennem hedgefonden Parvus Asset Management der blandt andet har købt op i firmaerne Volvo, Swedish Match, Topdanmark, Ringkjøbing Landbobank og GN Store Nord.
Gennem hedgefunden er Gensmann også storaktionær i G4S.
Gensmann er barnebarn af den afdøde ejer af Egetæpper Mads Eg Damgaard, gik på Herlufsholm og er nu 
bosiddende i London med sin kone.